# Принц Вултан
Принц Вултан (англ. Prince Vultan) — вигаданий персонаж коміксів «Флеш Гордон» та його адаптацій. Вултан — правитель крилатих людоптахів, раси літаючих іншопланетян, які живуть у Скай-Сіті, мегаполісі, що ширяє в небі. Він відповідає архетипу вікінга: сильний, сердечний, з великим апетитом до життя, їжі, пиття і жінок (особливо дівчини Флеша, Дейл Арден).

## У коміксах
Принц Вултан представлений як неохочий союзник головного лиходія Міна Безжального; він обурюється домінуванням Міна, але не противиться йому через страх помсти. Однак після того, як Флеш і доктор Зарков рятують його місто, він перетворюється на одного з найбільших союзників Флеша Гордона. В оригінальному коміксі він має кілька дружин, одна з яких намагається вбити Дейл, бо ревнує його до неї. Він стверджує, що став королем Скай-Сіті після перемоги на одному з Турнірів Монго. Коли Мін намагається викрасти Флеша, Вултан скликає Турнір Монго. Виявляється, що разом з Міном і королем людолевів Джугрідом він є одним з трьох наймогутніших правителів на Монго. Коли Флеш захоплює непідкорене Королівство Печер, Вултан відправляє загін яструбів на чолі з Капітаном Ханом, щоб допомогти Флешу завоювати його королівство. Пізніше яструби вступають у конфлікт із королевою Азурою та її синіми чарівниками. Зображення людоптахів, які спускаються, щоб атакувати армію Азури (з сюжетної лінії 16 червня 1935 року), є однією з найбільш відтворюваних сцен зі стрічки «Флеш Гордон».
Вултан та інші людоптахи викликали деякі суперечки під час публікації. Деякі християнські лідери вважали персонажів блюзнірськими, оскільки вони були схожі на ангелів.

## В інших медіа
У серіалі 1936 року його роль зіграв Джек Ліпсон (1901—1947).
У мультсеріалі Filmation 1979 року Вултана озвучив Аллан Мелвін. Він згадується тут як король Вултан, а не принц. Його Небесне місто є дивом технологій Монго, оскільки масивна конструкція підвішена милями над землею променями поляризованого антигравітаційного світла. На відміну від королівства принца Баріна Арборія, людоптахи Вултана не використовують у бою дирижаблі. Натомість вони літають власною силою або їздять на гігантських бойових птахах, озброєних енергетичними гарматами, встановленими на джгуті.
У культовому фільмі 1980 року «Флеш Гордон» його зіграв Браян Блесс. Для саундтреку до фільму рок-групи Queen Фредді Мерк'юрі склав пісню під назвою «Vultan's Theme». Коли принц Барін стає законним правителем Монго, його призначають генералом армій.
У мультсеріалі 1996 року «Флеш Гордон» Вултан є дещо консервативним лідером, який не бажає діяти проти Міна, боячись репресій проти свого народу. Його роль союзника Флеша бере на себе його син-підліток, принц Талон.
У телевізійному серіалі 2007 року Вултан виступає як один із лідерів групи кочових найманців під назвою дактилі (варіація людоптахів). В епізоді «Вознесіння» Вултан подорожує на Землю, використовуючи ключ принцеси Аури. Він викрадає хлопчика-підлітка, який, за його словами, є його сином. Вултана грає Тай Олссон.
2008 року в епізоді мультфільму «Сім'янин» під назвою «Дорога до Німеччини» у повітряному бою над Європою проти Люфтваффе Брайан, Стьюї та Морт заручаються допомогою Армії птахолюдини Вултана. Щоб коротко озвучити Вултана під час епізоду, повертається Блесс.